# Шишацьке
Шиша́цьке — село в Україні, у Решетилівській міській громаді Полтавського району Полтавської області. Населення становить 1 осіб. До 2020 орган місцевого самоврядування — Лиманська Друга сільська рада.

## Географія
Село Шишацьке знаходиться на правому березі річки Говтва, вище за течією примикає село Потеряйки-Горові, нижче за течією на відстані 3 км розташоване село Шкурупії, на протилежному березі — село Кривки.

## Історія
12 червня 2020 року, відповідно до розпорядження Кабінету Міністрів України № 721-р «Про визначення адміністративних центрів та затвердження територій територіальних громад Полтавської області», село увійшло до складу Решетилівської міської громади.
19 липня 2020 року, в результаті адміністративно — територіальної реформи та ліквідації Решетилівського району, село увійшло до складу новоутвореного Полтавського району Полтавської області.